# 涅刁龙
涅刁龙（1908年8月23日—1996年6月9日），一译涅刁隆、涅朱隆，柬埔寨军人、政治家。1962年2月至8月期间曾担任柬埔寨代理首相。他是诺罗敦·西哈努克的亲信。
出生在金边，其祖先是华人。自西索瓦高中毕业后，他前往交趾支那的西贡（今越南胡志明市）学习。1932年归国。1937年任菩萨省省长。1939年至1944年任磅湛省省长。1945年3月9日，被任命为金边省长。他于1945年10月17日至1946年12月14日在西索瓦·莫尼勒内阁出任财政部长，又出任山玉成内阁的教育部长。1949年任柬埔寨王家军参谋长，授上校军衔。1950年5月任马德望省省长。1951年，再度出任财政部长。
1953年12月，柬埔寨获得独立，他被任命为金边省长。1954年4月任外交部长。他是柬埔寨王家军第一位被授予将军军衔的人。1955年起，先后出任驻日本、波兰、捷克斯洛伐克大使。1969年退休到法国，被授予“亲王”爵位（高棉封号：សម្ដេចចក្រីតេជោធិបតី）。
1980年代中期，他复出政坛，出任奉辛比克党副主席。他领导了这个党直到1992年。
1996年6月9日病逝于香港。

## 家庭
- 父亲：涅太公（高棉语：ញឹក ថៃកុង），柬埔寨崇佩省（ខេត្តជើងព្រៃ ）省长。
- 母亲：黄秀莲（高棉语：អ៊ីង សាឡែត）

涅朱隆亲王有过两次婚姻：
- 原配夫人名不詳，所生子女如下：
  - 朱隆·柏琳
  - 朱隆·柏拉米
  - 朱隆·（名不詳）

- 二夫人名金德（高棉语：មាសកេត），所生子女如下：
  - 朱隆·苏玛拉：嫁给桑兰西
  - 朱隆·兰西：嫁给林基玛利（លឹមគី ម៉ារី）
  - 朱隆·米沙卡：嫁给 Barbolosi
  - 朱隆·速朋：嫁给  ផល្គុណ
  - 朱隆·克提：嫁给诺罗敦·夏卡朋亲王
  - 朱隆·达拉
  - 朱隆·屋都牙

## 外部連結
- （页面存档备份，存于）